# Agaton
Az Agaton görög eredetű férfinév, jelentése: jó.

## Gyakorisága
Az 1990-es években szórványosan fordult elő. A 2000-es és a 2010-es években nem szerepel a 100 leggyakrabban adott férfinév között.
A teljes népességre vonatkozóan a 2000-es és a 2010-es években az Agaton nem szerepelt a 100 leggyakrabban viselt férfinév között.

## Névnapok
- január 10.[2]
- augusztus 22.[2]
- december 7.[2]